# اشتاوفنبرگ ۸۱۷۱
سیارک ۸۱۷۱ (به انگلیسی: 8171 Stauffenberg، نامگذاری:1991RV3) هشت هزار و صد و هفتاد و یکمین سیارک کشف شده‌است که در ۵ سپتامبر ۱۹۹۱ کشف شد.
قدر مطلق سیارک برابر ۱۳٫۱۰ است.